# Heinz R. Pagels Human Rights of Scientists Award
Der Heinz R. Pagels Human Rights of Scientists Award der New York Academy of Sciences wird seit 1979 für Verdienst von Wissenschaftlern um die Menschenrechte verliehen. Er ist nach Heinz Pagels benannt (seit 1983).

## Preisträger
- 2011: Jack Minker, Informatiker, Binayak Sen, indischer Pädiater[1]
- 2010 Svetalana Stone-Wachtell, ehemalige Direktorin des Human Rights Committee der New York Academy of Sciences[2]
- 2009: Arash Alaei, Kamiar Alaei, iranische Mediziner, die im Kampf gegen Aids im Iran wirkten und dort inhaftiert wurden.[3]
- 2008: Fredy Peccerelli, forensischer Anthropologe in Guatemala[4]
- 2007: Jiang Yanyong, chinesischer Arzt
- 2006: Mesfin Woldemariam, äthiopischer Geograf und Menschenrechtler, Joseph Birman
- 2005: Zafra Lerman, Herman Winick
- 2004: Nguyen Dan Que, vietnamesischer Mediziner
- 2003: Saad Eddin Ibrahim, Professor in Kairo
- 2002: Marta Beatriz Roque Cabello, kubanische Dissidentin und Ökonomin, Mohammad Hadi Hadizadeh Yazdi, Physikprofessor im Iran
- 2001: Alexander Konstantinowitsch Nikitin, russischer Kerntechniker, Betty Tsang, Kernphysikerin
- 2000: Sidney D. Drell, Lin Hai, Webmaster von freechina.com
- 1999: Israel Halperin
- 1998: Boris Altshuler, Morris Pripstein
- 1997: Laurent Schwartz, Zuhal Amato, türkischer Professor für Medizinethik
- 1996: Joel Lebowitz, Sergei Adamowitsch Kowaljow, russischer Biologe
- 1995: Xu Liangying, chinesischer Physiker und Menschenrechtler (Herausgeber der Werke Einsteins in China), Ding Zilin, chinesischer Philosoph
- 1994:  Vil Mirzayanov
- 1993:  Abdumannob Pulatov, Physiker, usbekischer Menschenrechtler
- 1992:  A. M. Rosenthal, Herausgeber der New York Times
- 1990:  Inga Fisher-Hjalmars, Chemikerin, ehemals Vizepräsidentin der schwedischen Akademie der Wissenschaften
- 1989:  Henri Cartan
- 1988:  Fang Li-Zhi, chinesischer Physiker und Menschenrechtler
- 1987:  Dorothy Hirsch, Executive Director des Committee of Concerned Scientists
- 1986:  Lipman Bers
- 1979:  Andrei Sacharow